# 氷見市立海峰小学校
氷見市立海峰小学校 （ひみしりつ かいほうしょうがっこう）は富山県氷見市にある公立小学校。建築家長谷川逸子氏が建築を手掛けた。廊下が曲線を描いているのが特徴的。りんごやマコモタケ、米などの体験学習を行っている。教育目標は、「やさしく つよく かしこい 子供の育成」となっている。

## 沿革
- 1996年（平成8年）
  - 4月 - 阿尾・薮田両小学校を統合し、開校。
  - 5月 - 文部省研究開発学校指定。
- 2000年（平成12年）4月 - 八代小学校を統合。創意工夫育成功労学校表彰（科学技術省）。
- 2004年（平成16年）11月 - 全国花いっぱいコンクール最優秀賞。
- 2005年（平成17年）11月 - 全国花いっぱいコンクール総務大臣賞。
- 2015年（平成27年）12月 - 学校保健及び学校安全文部科学大臣賞。
- 2020年（令和2年）7月 - 内閣総理大臣賞国民安全功労表彰。

## 通学区域
- 阿尾・指崎・森寺・北八代・小杉・泊・薮田・吉滝・磯辺・針木・胡桃・国見・角間・小滝[2]

## 進学先
- 氷見市立北部中学校

## 周辺
- 富山県道・石川県道18号氷見田鶴浜線
- 富山県道306号平阿尾線
- 国道160号